# Ulja
Ulja is een plaats in de Estlandse gemeente Hiiumaa, provincie Hiiumaa. De plaats heeft de status van dorp (Estisch: küla).
Ulja lag tot in oktober 2017 in de gemeente Emmaste. In die maand ging de gemeente op in de fusiegemeente Hiiumaa.

## Bevolking
De ontwikkeling van het aantal inwoners blijkt uit het volgende staatje:
| Jaar            | 2000 | 2011 | 2017 | 2019 | 2021 |
| --------------- | ---- | ---- | ---- | ---- | ---- |
| Aantal inwoners | 16   | 12   | 13   | 12   | 11   |

## Geografie
Ulja ligt in het zuidwestelijk deel van het eiland Hiiumaa. De Tugimaantee 83, de secundaire weg van Suuremõisa via Käina naar Emmaste, loopt langs de zuidoostgrens van het dorp.

## Geschiedenis
Ulja werd voor het eerst genoemd in 1660 onder de naam Ulia Pertt. In 1782 heette het dorp Ulja en in 1798 Hulja. Het lag op het landgoed van Großenhof (Suuremõisa) en vanaf 1796 op het landgoed van Emmast (Emmaste).
Tussen 1977 en 1997 maakte Ulja deel uit van het buurdorp Valgu.

## Foto's

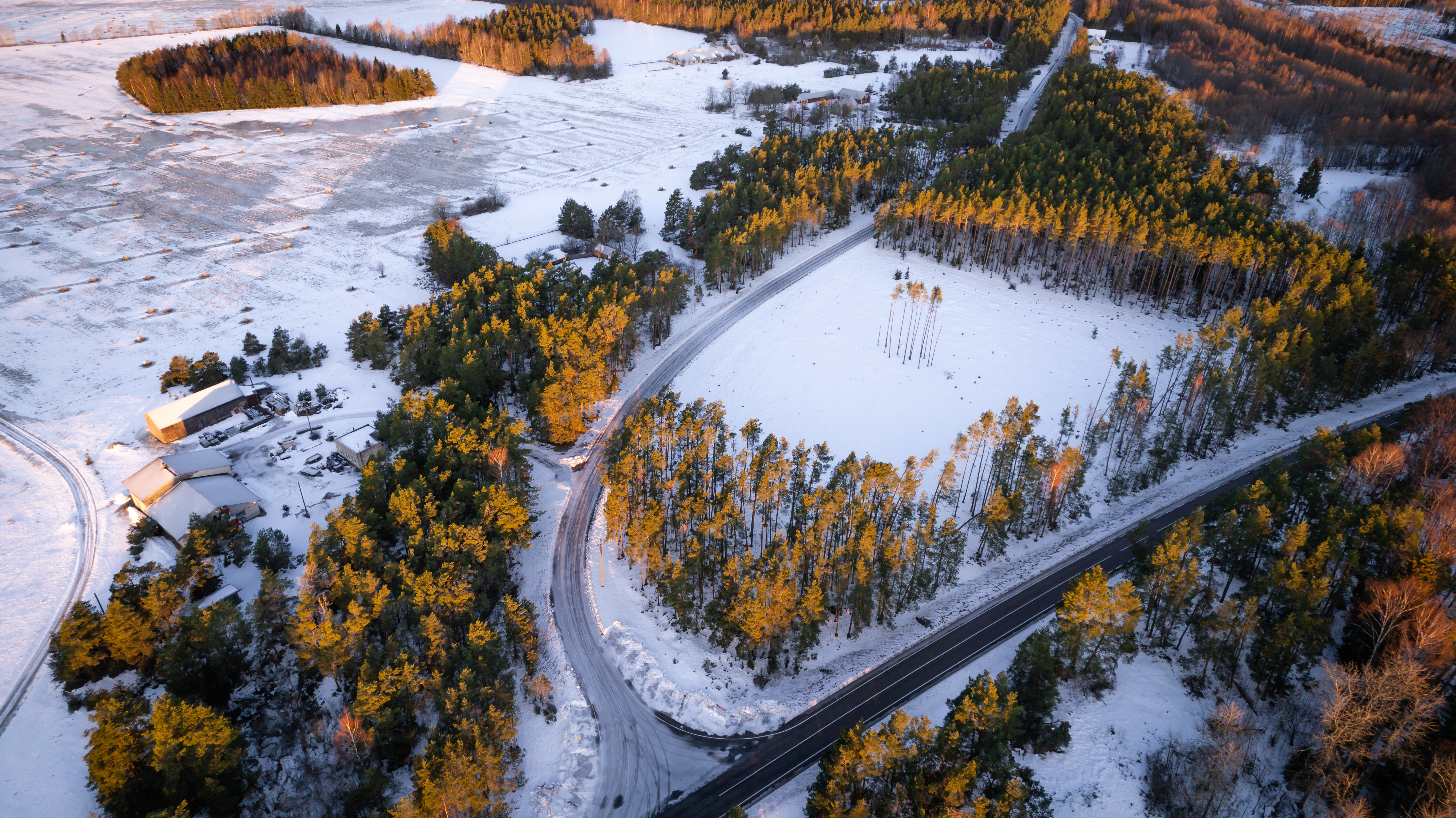
Ulja vanuit de lucht
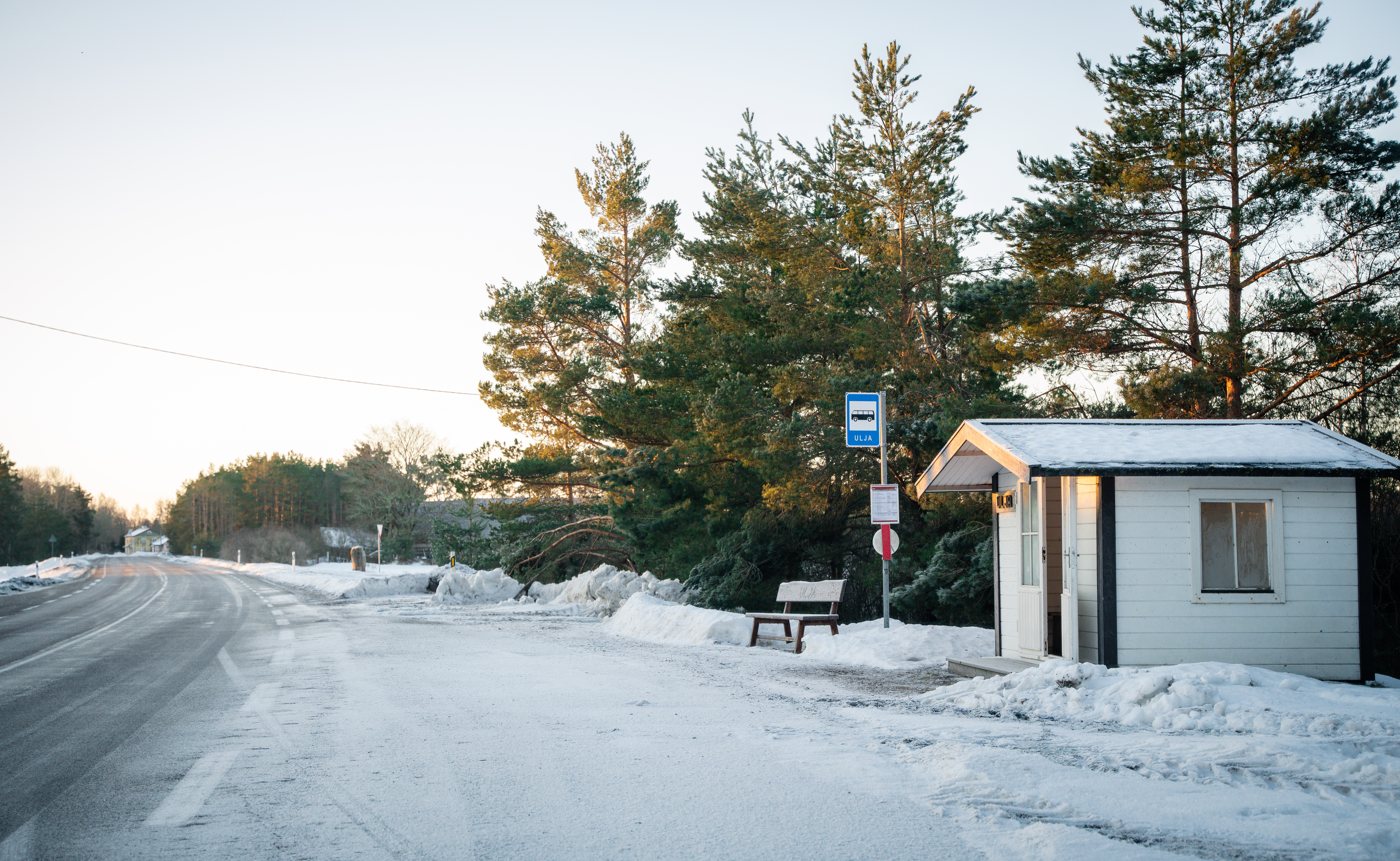
Bushalte